# Grand Prix d'Ouverture La Marseillaise 1999
Il Grand Prix d'Ouverture La Marseillaise 1999, ventesima edizione della corsa e valido come evento del circuito UCI categoria 1.4, si svolse il 2 febbraio 1999 su un percorso di 139,3 km, con partenza da La Seyne-sur-Mer e arrivo a Gardanne, in Francia. La vittoria fu appannaggio del belga Frank Vandenbroucke, che completò il percorso in 3h27'25", alla media di 40,296 km/h, precedendo il tedesco Jens Voigt ed il francese Frédéric Bessy.
Sul traguardo di Gardanne 82 ciclisti portarono a termine la competizione.

## Ordine d'arrivo (Top 10)
| Pos. | Corridore           | Squadra          | Tempo    |
| ---- | ------------------- | ---------------- | -------- |
| 1    | Frank Vandenbroucke | Cofidis          | 3h27'25" |
| 2    | Jens Voigt          | Crédit Agricole  | s.t.     |
| 3    | Frédéric Bessy      | Casino-Ag2r      | s.t.     |
| 4    | Nicolas Fritsch     | VC Saint-Quentin | s.t.     |
| 5    | Fabien De Waele     | Lotto-Mobistar   | a 57"    |
| 6    | Jean-Michel Thilloy | VC Saint-Quentin | s.t.     |
| 7    | Steve De Wolf       | Cofidis          | s.t.     |
| 8    | David Moncoutié     | Cofidis          | s.t.     |
| 9    | Peter Farazijn      | Cofidis          | a 1'01"  |
| 10   | Dominique Rault     | BigMat-Auber 93  | a 1'03"  |